# Clessé (Saona i Loira)
Clessé és un municipi francès, situat al departament de Saona i Loira i a la regió de Borgonya - Franc Comtat. L'any 2007 tenia 815 habitants.

## Demografia

### Població
El 2007 la població de fet de Clessé era de 815 persones. Hi havia 310 famílies, de les quals 60 eren unipersonals (28 homes vivint sols i 32 dones vivint soles), 109 parelles sense fills, 125 parelles amb fills i 16 famílies monoparentals amb fills.
La població ha evolucionat segons el següent gràfic:
Habitants censats

### Habitatges
El 2007 hi havia 365 habitatges, 311 eren l'habitatge principal de la família, 20 eren segones residències i 34 estaven desocupats. 351 eren cases i 13 eren apartaments. Dels 311 habitatges principals, 252 estaven ocupats pels seus propietaris, 49 estaven llogats i ocupats pels llogaters i 9 estaven cedits a títol gratuït; 1 tenia una cambra, 7 en tenien dues, 44 en tenien tres, 73 en tenien quatre i 186 en tenien cinc o més. 246 habitatges disposaven pel capbaix d'una plaça de pàrquing. A 113 habitatges hi havia un automòbil i a 181 n'hi havia dos o més.

### Piràmide de població
La piràmide de població per edats i sexe el 2009 era:
| Homes | Edats   | Dones |
| ----- | ------- | ----- |
| 0     | 95 o +  | 0     |
| 4     | 90 a 94 | 8     |
| 4     | 85 a 89 | 16    |
| 12    | 80 a 84 | 4     |
| 16    | 75 a 79 | 8     |
| 8     | 70 a 74 | 8     |
| 12    | 65 a 69 | 16    |
| 4     | 60 a 64 | 12    |
| 20    | 55 a 59 | 16    |
| 36    | 50 a 54 | 32    |
| 48    | 45 a 49 | 48    |
| 20    | 40 a 44 | 28    |
| 8     | 35 a 39 | 24    |
| 24    | 30 a 34 | 8     |
| 12    | 25 a 29 | 16    |
| 28    | 20 a 24 | 16    |
| 40    | 15 a 19 | 28    |
| 16    | 10 a 14 | 20    |
| 16    | 5 a 9   | 28    |
| 24    | 0 a 4   | 16    |

## Economia
El 2007 la població en edat de treballar era de 520 persones, 406 eren actives i 114 eren inactives. De les 406 persones actives 390 estaven ocupades (205 homes i 185 dones) i 16 estaven aturades (6 homes i 10 dones). De les 114 persones inactives 51 estaven jubilades, 37 estaven estudiant i 26 estaven classificades com a «altres inactius».

### Ingressos
El 2009 a Clessé hi havia 325 unitats fiscals que integraven 832 persones, la mediana anual d'ingressos fiscals per persona era de 19.679 €.

### Activitats econòmiques
Dels 38 establiments que hi havia el 2007, 2 eren d'empreses extractives, 2 d'empreses alimentàries, 5 d'empreses de fabricació d'altres productes industrials, 5 d'empreses de construcció, 7 d'empreses de comerç i reparació d'automòbils, 4 d'empreses d'hostatgeria i restauració, 1 d'una empresa immobiliària, 8 d'empreses de serveis, 2 d'entitats de l'administració pública i 2 d'empreses classificades com a «altres activitats de serveis».
Dels 6 establiments de servei als particulars que hi havia el 2009, 1 era un guixaire pintor, 1 fusteria, 2 lampisteries i 2 restaurants.
Dels 3 establiments comercials que hi havia el 2009, 1 era una botiga de més de 120 m², 1 una botiga de roba i 1 una sabateria.
L'any 2000 a Clessé hi havia 44 explotacions agrícoles que ocupaven un total de 600 hectàrees.

## Equipaments sanitaris i escolars
El 2009 hi havia una escola elemental.

## Poblacions més properes
El següent diagrama mostra les poblacions més properes.